# 이와마정
이와마정(岩間町)은 이바라키현 니시이바라키군에 있던 정이다. 2006년 3월 19일에 이와마 시는 니시이바라키 군 도모베 정과 합병해 가사마시에 편입되었다.

## 지리
구 이와마정은 도쿄에서 북동쪽으로 약 100km, 미토시 근처에 위치해 있다. 이와마는 아타고산의 기슭에 있다. 아타고산은 가사마까지 뻗어있는 더 큰 국립공원의 일부이다. 아타고산 정상에는 거대한 미끄럼틀(길이 약 150m)과 함께 아타고 신사가 있는 어린이 놀이공간이 있다.

## 역사
- 1889년 4월 1일 - 정촌제 시행으로 이와미촌이 성립하였다.
- 1895년 11월 4일 - 이와미역이 개업하였다.
- 1923년 3월 1일 - 정으로 승격하였다.
- 1954년 11월 23일 - 미나미카와네촌과 합병해 새로운 이와미정이 성립하였다.
- 2006년 3월 19일 - 가시마시, 도모베정과 합병해 새로운 가시마시가 성립해, 동일 이와미정은 폐지되었다.

## 교통

### 철도
- 동일본 여객철도
  - 조반선

### 도로
- 조반 자동차도
- 국도 제355호선